# خشم العان
خشم العان هي منطقة تقع شرق مدينة الرياض، وتشتهر بمواقعها العسكرية التابعة للحرس الوطني بالإضافة لمدينة الملك عبد العزيز الطبية (الشئوون الصحية بوزارة الحرس الوطني) والتي تحتوي أشهر مستشفيات العالم بفصل التوائم مستشفى الملك عبد الله التخصصي للأطفال ومركز الملك عبد العزيز لمعالجة أمراض وجراحات القلب والشرايين، بالإضافة لـ جامعة الملك سعود بن عبد العزيز للعلوم الصحية بالحرس الوطني، ومطار عسكري تابع للحرس الوطني يُعرف باسم «مطار خشم العان».

## الموقع
خشم العان هو نتوء بارز في سلسلة جبال العرمة المتفرعة من جبل طويق أو كم يسمى جبال العارض، ويحدها من الشرق سفوح جبال منطقة صالحة للزراعة

## المعالم
- كلية الملك خالد العسكرية
- مدينة الملك عبد العزيز السكنية
- مدينة الأمير بدر السكنية
- مدينة الملك عبد العزيز الطبية
- جامعة الملك سعود بن عبد العزيز للعلوم الصحية

كل هذه المدن هي سكن ومستشفى وعيادات لمنسوبي وزارة الحرس الوطني، وكذلك منشئات رياضية وثقافية وعسكرية تخص وزارة الحرس الوطني.